# Adolf Stieler

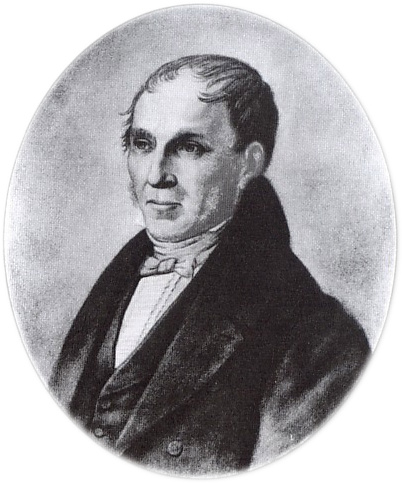
Adolf Stieler (1775–1836)

Adolf Stieler (* 26. Februar 1775 in Gotha; † 13. März 1836 ebenda) war ein deutscher Kartograf und Jurist, der wesentlich zur Entwicklung der Kartografie in Deutschland beitrug. Sein Weltatlas legte die Grundlage für das während des ganzen 19. und bis in die Mitte des 20. Jahrhunderts führende Kartenwerk Stielers Hand-Atlas.

## Leben
Stieler wurde als Sohn eines Hofrates und Bürgermeisters geboren. Er besuchte von 1786 bis 1793 das Gothaer Gymnasium Illustre und studierte anschließend in Jena und Göttingen Rechtswissenschaften. Er wurde 1796 als Beamter am Gothaer Hof angestellt.

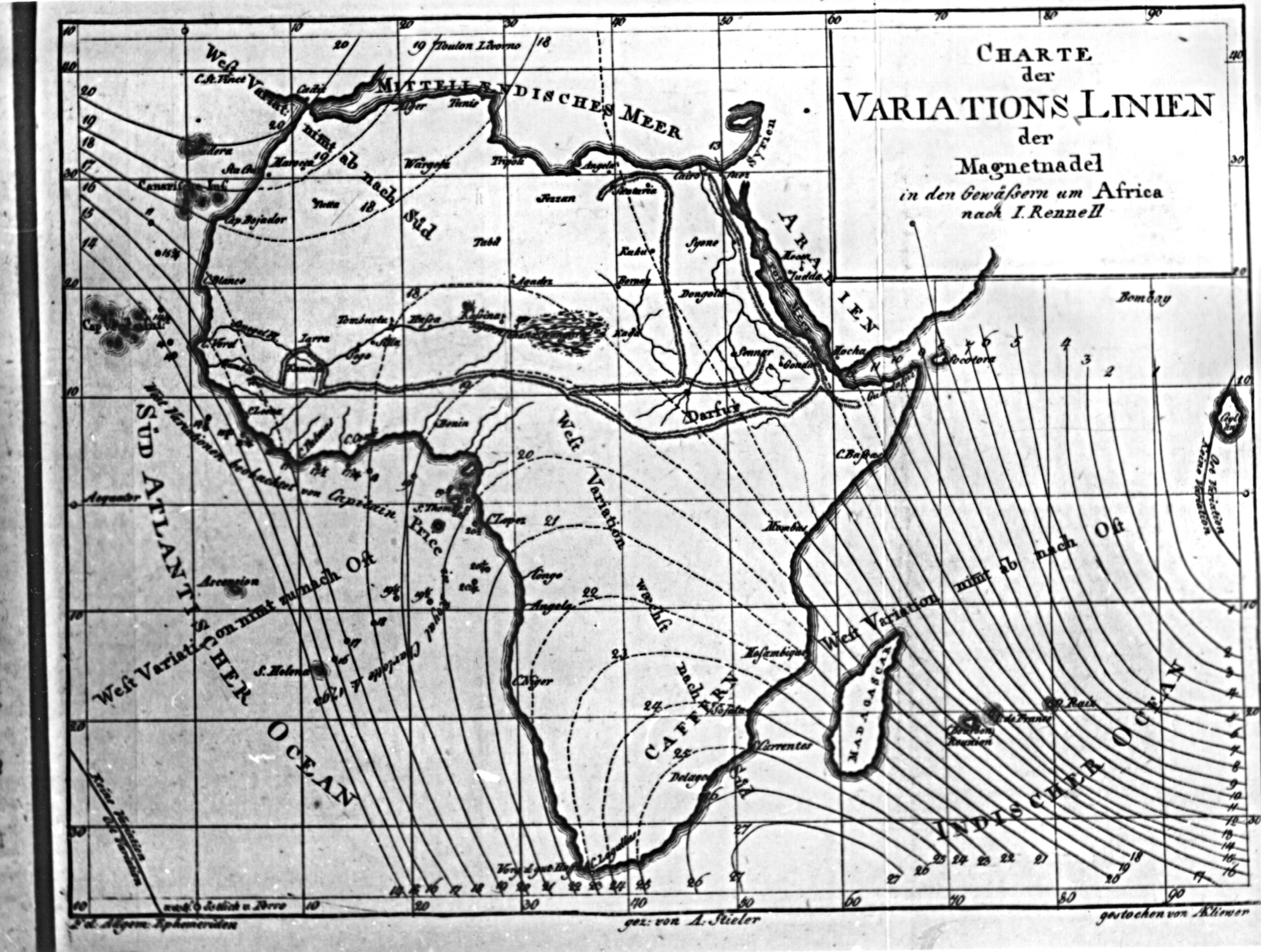
Von Adolf Stieler gezeichnete Karte, erschienen in den Allgemeinen Geographische Ephemeriden

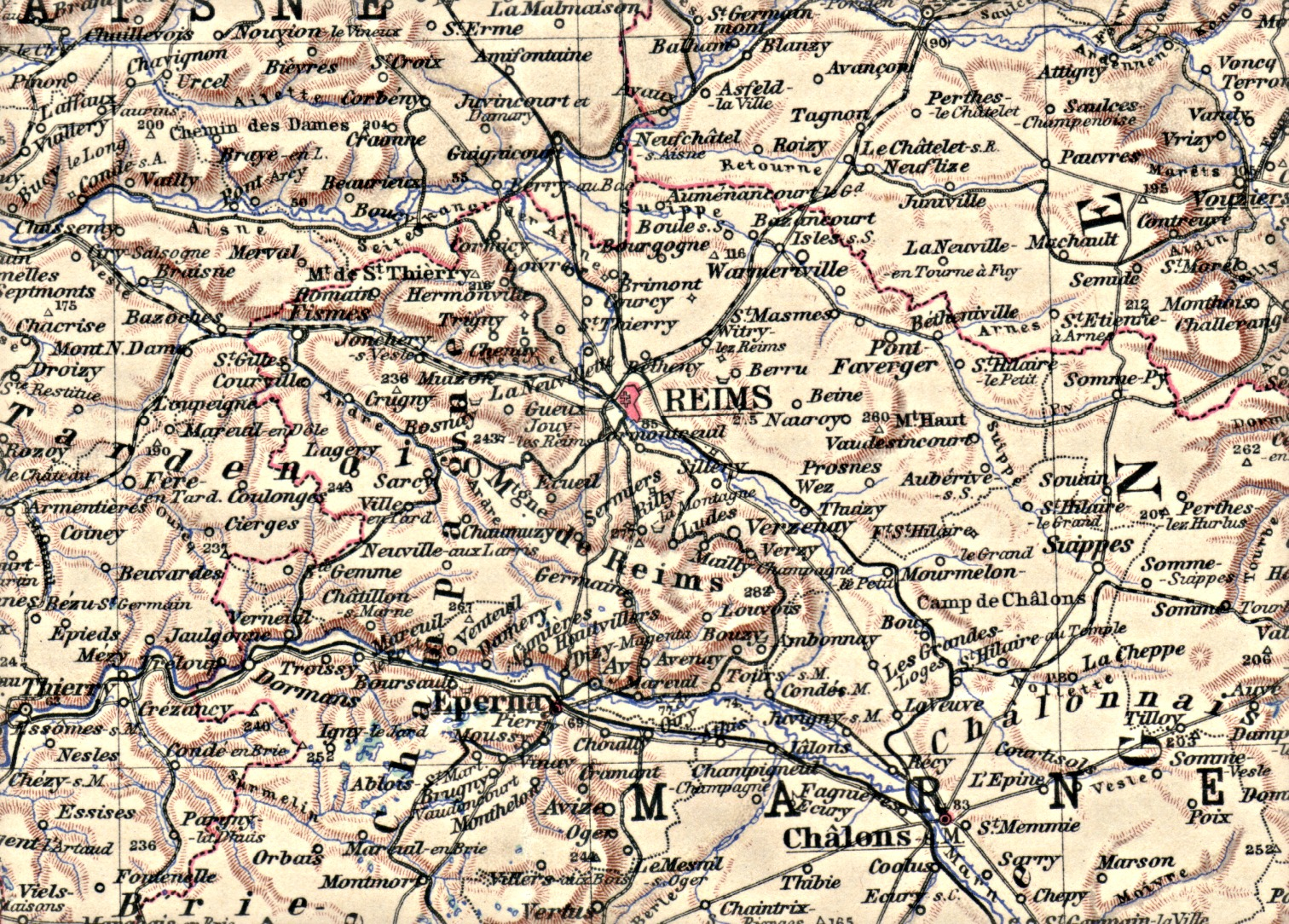
Ausschnitt aus der „Hundertjahr-Ausgabe“

Unter dem Herzog Ernst II. von Sachsen Gotha und Altenburg (1745/1772–1804) hatte sich Gotha zum „Weimar der Naturwissenschaften“ entwickelt, in dem verschiedene Hofbeamte außer ihren Amtspflichten auch wissenschaftlichen Liebhabereien nachgingen. Bekannte Beispiele sind Karl Ernst Adolf von Hoff (1771–1837), der Begründer der modernen Geologie, und Ernst Friedrich von Schlotheim (1764–1832), der die Paläobotanik wissenschaftlich begründete. Hier konnte auch Stieler seinen Interessen an der Geografie und Kartografie nachgehen und sich letztlich zum Begründer der Atlaskartografie in Gotha entwickeln.
Auf der von Franz Xaver von Zach errichteten Sternwarte Gotha wurden die damals in Mitteleuropa geschaffenen Kartenentwürfe durch Zach selbst geprüft und beurteilt. Dieser wurde nun auf das Talent des jungen Stieler aufmerksam und gab diesem Unterricht und Anregungen. Er publizierte auch dessen erste Kartendarstellungen in den unter seiner Leitung in Weimar bei Friedrich Justin Bertuch (1747–1822) erscheinenden Allgemeinen Geographischen Ephemeriden (Abb.). Für denselben Verlag zeichnete Stieler Karten für den großen deutschen Handatlas der damaligen Zeit, den Allgemeinen Hand-Atlas der ganzen Erde, sowie für die Topographisch-militairische Charte von Teutschland in 204 Sectionen.
Auch für andere Autoren zeichnete Stieler allgemein anerkannte Karten, unter anderem eine Karte von Deutschland im Maßstab 1:2.900.000 für das Buch Das Teutsche Reich vor der französischen Revolution und nach dem Frieden zu Luneville von Karl Ernst Adolf von Hoff. Durch diese Arbeit kam der Kontakt zu dem Verleger Justus Perthes zustande, der das ganze Leben anhalten sollte.
Schon im Jahr 1812 nahm Stieler mit Christian Gottlieb Reichard (1758–1837) Kontakt auf, um gemeinsam mit ihm einen Atlas zu konzipieren. Das Ergebnis wurde 1815 dem Verleger Perthes vorgelegt. Geplant war ein Atlas, der sich durch …Bequemes Format, möglichste Genauigkeit, Deutlichkeit und Vollständigkeit, dabey doch zweckmäßige Auswahl, Gleichförmigkeit der Projektion und des Maßstabes, schönes Papier, guter Druck, sorgfältige Illumination, wohlfeiler Preis. auszeichnen sollte. Die erste Lieferung dieses Atlas erschien dann 1817, 1823 war dieser Atlas mit 50 Karten (tatsächlich nur 47 Blätter) vorläufig komplett. Reichard hatte bis dahin mit 16 Karten ca. ein Drittel der Karten beigetragen. Dieser Stielers Handatlas erlebte zahlreiche Auflagen, die auch nach dem Ausscheiden Reichards und Tode Stielers am 13. März 1836 unter Leitung von Johann Friedrich von Stülpnagel (1787–1865) fortgesetzt wurden.

Die Hundertjahr-Ausgabe, angewachsen auf 108 Karten, wurde 1920 bis 1925 herausgebracht. Der Atlas erschien bis 1945. Stieler setzte damit erfolgreich den Typ der Handatlanten fort, der zuerst in Weimar gemeinsam von Adam Christian Gaspari (1752–1830) und Friedrich Justin Bertuch entwickelt worden war.
In seiner ersten Ausgabe des Baedekers „Deutschland und der Österreichische Kaiserstadt“ von 1842, der Band wurde modifiziert bis 1936 fortgeführt, griff Karl Baedeker noch auf die von Stieler 1820 gezeichnete Karte für „Deutschland und anliegende Länder“ (1840 berichtigt von Franz M. Diez) zurück.

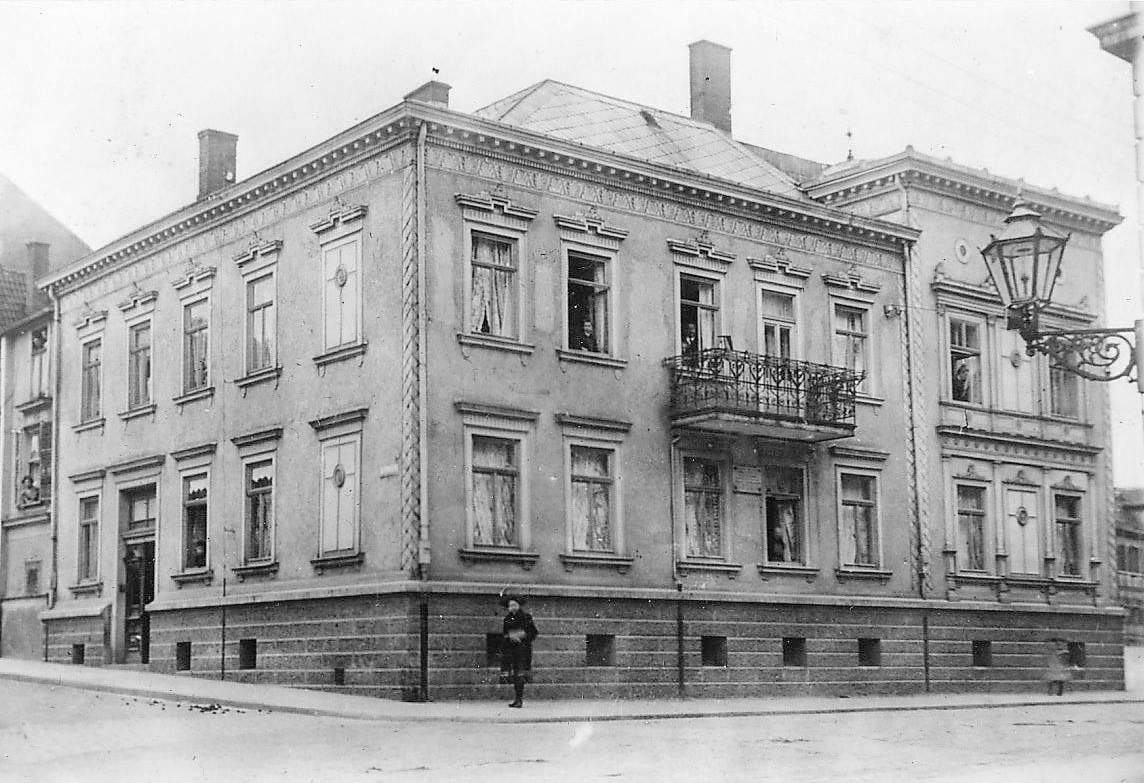
Das sogenannte Stielerhaus in Gotha um 1910, ca. 2005 abgebrochen

Das Wohnhaus Stielers befand sich in der Karl-Schwarz-Straße, Ecke Goldbacher Straße, in Gotha. Es gibt davon noch ein Foto von 1858. Der Nachfolgebau, an dem sich eine Gedenktafel befand, wurde im Herbst 2005 abgerissen.